# Edi Fitzroy
Pour les articles homonymes, voir Fitzroy.
Fitzroy Edwards, dit Edi Fitzroy, né le 17 novembre 1955 à Chapelton (Jamaïque) et mort le 4 mars 2017 à May Pen (Jamaïque), est un chanteur jamaïcain de reggae, au style proche de Rod Taylor ou Jacob Miller.
Son premier single, Miss Molly Collie, date du milieu des années 1970.

## Discographie
- 1982 - Edi Fitzroy / Sydney Mankind - Chant It To The Rhythm / The Truth - musiciens : The Roots Radics
- 1982 - Youthman Penitentiary
- 1982 - Check For You Once
- 1988 - Eclipse
- 2008 - The Best Of (réédition)